# 王传伦
王传伦（1922年—2012年9月13日），男，江苏苏州人，中国财政学家，曾任中国人民大学教授、博士生导师，中国财政学会理事。